# A Little Pain
Singles de Olivia
Into The Stars
(2002) Wish/Starless Night
(2006)
A little pain est le 9esingle de Olivia sorti sous le label Cutting Edge le 28 juin 2006 au Japon. C'est le premier single de Olivia sous le nom OLIVIA inspi' REIRA(TRAPNEST). Il atteint la 8e place du classement de l'Oricon. Il se vend à 20 162 exemplaires la première semaine, et reste classé pendant 15 semaine, pour un total de 43 493 exemplaires vendus. C'est le single le plus vendu de Olivia à ce jour. Il sort en format CD et CD+DVD.
A little pain a été utilisé comme 1er thème de fin pour l'anime Nana. A little pain se trouve sur l'album OLIVIA inspi' REIRA (TRAPNEST), sur la compilation NANA BEST et sur le mini album The Cloudy Dreamer; Tears & Rainbows et Let Go se trouvent sur l'album deluxe européen OLIVIA inspi' REIRA (TRAPNEST).

## Liste des titres
| 1. | A little pain    | Olivia Lufkin, Kawamura Masumi | Hiroo Yamaguchi, Tomoji Sogawa | 5:18 |
| 2. | Tears & Rainbows | Olivia Lufkin, SPACE CRITTER   | Olivia Lufkin, Jeffrey Lufkin  | 4:46 |
| 3. | Let Go           | Olivia Lufkin, SPACE CRITTER   | Olivia Lufkin, Jeffrey Lufkin  | 2:59 |

| 1. | A little pain |  |